# Goslarer Evangeliar

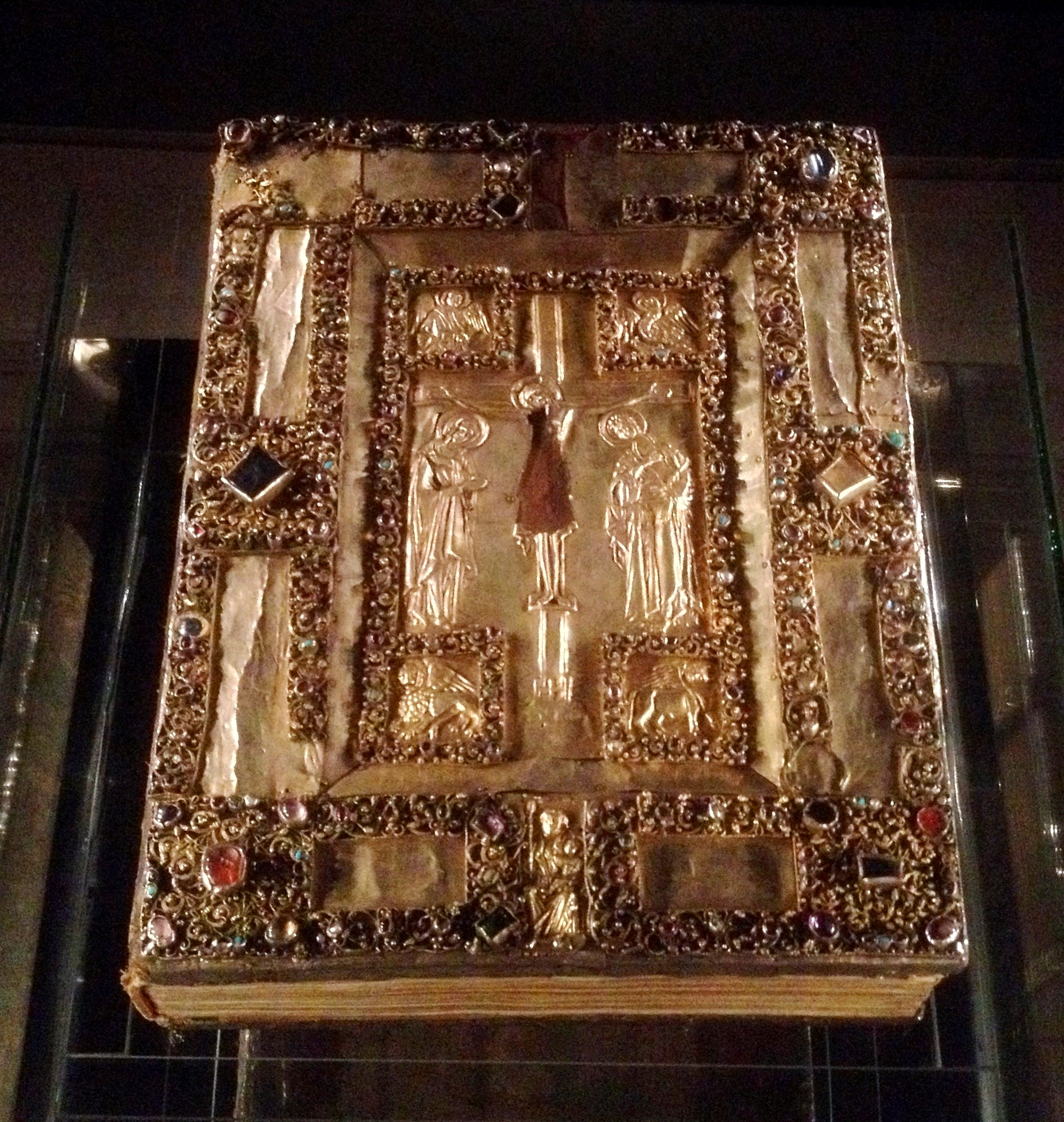
Goslarer Evangeliar

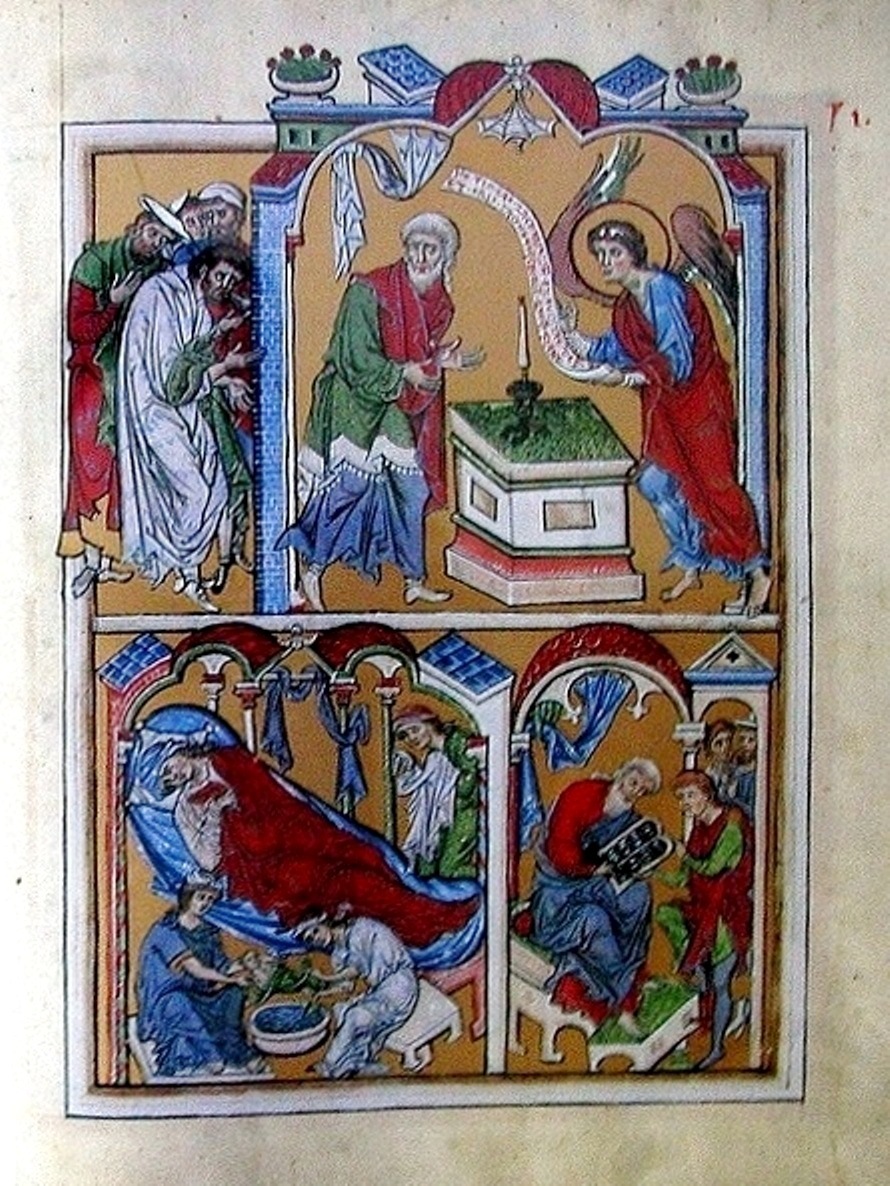
Bildseite mit Szenen aus dem Lukasevangelium

Das Goslarer Evangeliar ist eine Prachthandschrift von ca. 1240, die sehr wahrscheinlich für das Kloster Neuwerk in Goslar bestimmt war. 
Nach kunsthistorischer Einschätzung ist das Evangeliar in Goslar oder Umgebung entstanden. Es hat aufgrund seiner reichen und qualitätvollen Ausstattung in Schrift und Buchmalerei große künstlerische und historische Bedeutung. Es enthält größere und kleinere Miniaturen zu den Themen:
- Matthäus-Evangelium (Anbetung der Könige, Josephs Traum, Matthäus)
- Markus-Evangelium (Taufe Christi, Berufung der Apostel, Markus)
- Lukas-Evangelium (Evangelist Lukas, Verkündigung an Zacharias, Geburt und Namengebung Johannes des Täufers, Verkündigung an Maria, Mariä Heimsuchung, Anbetung der Hirten)
- Johannes-Evangelium (Christus und die Samariterin, Kreuzigung, Johannes)

Das Goslarer Evangeliar gehört heute zum Bestand des Stadtarchivs Goslar (Signatur B 4387) und ist im Goslarer Museum ausgestellt.